# Onland
De term onland wordt gebruikt voor woeste gronden die vrijwel onbruikbaar zijn of waren voor agrarisch gebruik. Het gaat vaak om veraf gelegen gebied, vaak ook met hoge (grond-)waterstanden. Omdat deze gebieden nauwelijks of niet door mensen gebruikt zijn of worden en bepaalde natuurlijke processen  meer ruimte krijgen, ogen ze vaak 'natuurlijker' en is de variatie aan dieren en planten groter dan in het omringende cultuurgebied.
Tegenwoordig wordt ermee aangegeven:
- Woeste grond, niet in cultuur gebrachte grond.
- Moeras
- De Onlanden, een natuurgebied in de Nederlandse provincie Drenthe.
- Elsburger Onland, een natuurgebied in de Nederlandse provincie Drenthe.
- Onland, een plaats in de Friese gemeente De Friese Meren.